# Tiberiu Moșoiu
Tiberiu Traian Moșoiu (n. 23 iunie 1898, Târgoviște, Dâmbovița, România – d. 1952, Sighetu Marmației, Maramureș, România) a fost un jurist și om politic român, doctor în drept al Universității din Bruxelles și profesor titular de drept roman la Universitatea „Regele Ferdinand I" din Cluj, care a îndeplinit funcția de guvernator al BNR (1946-1947).

## Biografie
Tiberiu Traian Moșoiu (fiul generalului Traian Moșoiu) a absolvit Facultatea de Drept, obținând doctoratul în drept la Bruxelles.

### Activitatea didactică
În 1928, imediat după ce și-a obținut doctoratul în Drept la Universitatea din Bruxelles, Tiberiu Moșoiu a fost numit conferențiar la Catedra de Drept roman a Facultății de Drept din Oradea, post pe care s-a titularizat la 1 aprilie 1930. În anul universitar 1928-1929 a predat Drept roman, în 1929-1930 a predat Curs de civilizație și instituții juridice latine iar în anii universitari 1930-1931 și 1931-1932, din nou Drept roman.
În 1934, Facultatea de Drept din Oradea s-a mutat la Cluj, unde Tiberiu Moșoiu și-a continuat cariera didactică și științifică, ca titular la Catedra de Drept Roman II din cadrul Facultății de Drept a Universității clujene.
În 1940, din cauza Dictatului de la Viena, Universitatea românească din Cluj a fost mutată în două locații, la Sibiu și Timișoara. Facultatea de Drept de la Universitatea din Cluj a ajuns la Sibiu, unde a funcționat până în anul 1945. Tiberiu Moșoiu și-a continuat aici activitatea didactică. Pe lângă cursurile sale, Tiberiu Moșoiu a suplinit de mai multe ori catedra de Drept Roman, care era vacantă.

### Activitatea edilitară
Între 29 noiembrie 1933 și 2 noiembrie 1935, Tiberiu Moșoiu a deținut funcția de primar la Oradea, în calitate de președinte al Comisiei Interimare, din partea Partidului Liberal.

### Activitatea politică
Deoarece Tiberiu Moșoiu s-a bucurat de un adânc respect în interiorul organizației bihorene a P.N.L. și de o mare influență la București, în urma alegerilor din iulie 1927 a primit un mandat de deputat în Parlament.
Apoi a participat din partea partidului Uniunea Națională la alegerile din 1 iunie 1931 pentru Camera Deputaților.
După moartea tatălui său, Gen. Traian Moșoiu, de la data de 15 august 1932, Tiberiu Moșoiu a fost ales în locul decedatului ca președinte al organizației județene Bihor a Partidului Național Liberal.
În calitate de fruntaș liberal, a îndeplinit funcțiile de subsecretar de stat la Ministerul Cultelor, subsecretar de stat la Ministerul Justiției și apoi subsecretar de stat la Ministerul Agriculturii și Domeniilor (29 august 1936 - 14 noiembrie 1937) în Guvernul Gheorghe Tătărăscu (3) și (17 noiembrie - 28 decembrie 1937) în Guvernul Gheorghe Tătărăscu (4).
După 1944, s-a numărat printre membrii partidului disident condus de Gheorghe Tătărescu.

### Activitatea de Guvernator al Băncii Naționale
Pe data de 11 noiembrie 1946 printr-o adresă trimisă Decanatului Facultății de Drept, Ministerul Educației Naționale informează că îi aprobă dlui. Tiberiu Moșoiu, profesor la Facultatea de Drept din Cluj, concediu pe anul școlar 1946/1947, pentru a îndeplini funcția de Guvernator al Băncii 
Naționale.
Tiberiu Moșoiu a fost guvernator al B.N.R. în intervalul 21.05.1946 - 08.11.1947.
Sub coducerea sa, Banca Națională a suferit importante transformări:
- Devalorizarea monedei naționale
- Etatizarea Băncii Naționale a României la 20 decembrie 1946, realizată pentru ca această instituție "să-și armonizeze țelurile cu politica economică a statului"
- Reforma monetară din 15 august 1947
- Supravegherea condițiilor de acordare a creditelor bancare
- Creditarea industriei după un plan stabilit la nivelul ministerelor de resort
- Obligația particularilor de a ceda aurul și devizele statului la cursul oficial al B.N.R.

### Sfârșitul
Tiberiu Moșoiu a fost arestat la 5 mai 1950. A murit în închisoarea Sighet. Data decesului este prezumată, deoarece în închisoarea de la Sighet, care avea un regim special nu numai pentru cei vii, dar și pentru cei morți, în intervalul 1950-1955 nu s-au întocmit acte de deces, iar familiile celor morți nu au fost înștiințate. Actele de deces ale celor decedați la Sighet au fost întocmite, cu trei excepții, abia în anul 1957.

## Scrieri
- Tiberiu Moșoiu: Neculai Milescu spătarul - călător în China, 248 pagini, Editura Revistei "Familia", Oradea, 1936